# Liste der Kulturdenkmäler in Bleialf
In der Liste der Kulturdenkmäler in Bleialf sind alle Kulturdenkmäler der rheinland-pfälzischen Ortsgemeinde Bleialf aufgeführt. Grundlage ist die Denkmalliste des Landes Rheinland-Pfalz (Stand: 27. Juni 2022).

## Einzeldenkmäler
| Bezeichnung                               | Lage                                               | Baujahr                  | Beschreibung | Bild                           |
| ----------------------------------------- | -------------------------------------------------- | ------------------------ | --- | ------------------------------ |
| Katholische Pfarrkirche Mariä Himmelfahrt | Auwer Straße, Bahnhofstraße Lage                   | 12. Jahrhundert          | Unterbau des Westturms eventuell aus dem 12. Jahrhundert, ehemals dreischiffiger Turm (Unterbau eventuell aus dem 12. Jahrhundert), Langhausmittelschiff und Chor spätgotisch, bezeichnet 1496, Umbau zur neubarocken Basilika um 1925, Architekt Thoma, Andernach, unter Verwendung des spätgotischen Mittelschiffs als Vorhalle; mit Ausstattung; Pfarrhaus, ein- bis zweigeschossiger Walmdach- und Krüppelwalmdachbau, um 1925; vor dem Chor barocker Kreuzigungsbildstock (Torso), bezeichnet 1720; Rundbogentor in der Kirchhofsmauer, wohl aus der ersten Hälfte des 18. Jahrhunderts; Nischen-/Säulenkreuz, bezeichnet 1626; Kreuzigungsbildstock, angeblich ehemals bezeichnet 1728; Balkenkreuz, 18. Jahrhundert; auf dem Kirchhof und in der Kirchhofsmauer Grabkreuze, 18. und 19. Jahrhundert; sieben Kreuzwegstationen, Schiefer, bezeichnet 1756 | weitere Bilder Fotos hochladen |
| Portal                                    | Auwer Straße, an Nr. 12 Lage                       | 1867                     | klassizistische Haustüreinfassung, bezeichnet 1867, Freitreppe | Fotos hochladen                |
| Wohnhaus                                  | Auwer Straße 13 Lage                               | 16. oder 17. Jahrhundert | stattliches Wohnhaus, im Kern aus dem 16. oder 17. Jahrhundert, Torfahrt bezeichnet 1739 | BW                             |
| Wegekreuz                                 | Auwer Straße, gegenüber Nr. 34 Lage                | 1620                     | Nischen-/Säulenkreuz, bezeichnet 1620 | BW                             |
| Wohnhaus                                  | Bahnhofstraße 17 Lage                              | 1757                     | stattliches Wohnhaus, bezeichnet 1757 | BW                             |
| Wohnhaus                                  | Bahnhofstraße 29/31 Lage                           | 1719                     | stattliches Wohnhaus, Bruchsteinbau mit Walmdach, bezeichnet 1719 und 1688 (Spolien) | BW                             |
| Wegekreuz                                 | Bahnhofstraße, Ecke Im Gäßchen Lage                | 1779                     | schlankes Schaftkreuz, bezeichnet 1779 | BW                             |
| Wegekreuz                                 | Oberbergstraße, bei Nr. 17 Lage                    | 1628                     | Nischen-/Säulenkreuz, bezeichnet 1628 | BW                             |
| Wegekreuz                                 | Poststraße, gegenüber Nr. 18 Lage                  | 1549                     | spätgotisches Nischenkreuz, bezeichnet 1549 | BW                             |
| Wegekreuz                                 | nördlich des Ortes an der L 17 bei Ihrenbrück Lage | 1875                     | Sockelkreuz, Schiefer, bezeichnet 1875 | BW                             |
| Mühlenberger Stollen                      | südlich des Ortes an der L 12 Lage                 | 1839                     | Wasserlösungsstollen, 1839 begonnen, bis 1852 auf 1190 m Länge ausgebaut, heute Besucherstollen | BW                             |
| Wegekreuz                                 | südwestlich des Ortes an der L 1 Lage              | 1817                     | Sockelkreuz, Schiefer, ehemals bezeichnet 1817 | BW                             |